# Černic
Černic je priimek več znanih Slovencev:
- Anka Černic (1952—2003), učiteljica, zborovodkinja, zamejska kulturna delavka
- Franka Ferletič Černic (1952—1991), učiteljica, manjšinska delavka, urednica
- Ivan Černic (1938—2024), zamejski šolnik, narodni in športni delavec
- Karlo Černic (*1946), učitelj, zamejski manjšinski politik, urednik
- Leo Černic (*1995), režiser in scenarist, animator
- Mara Černic, zamejska slov. političarka v Italiji, podpredsednica Goriške pokrajine
- Matej Černic (*1978), odbojkar
- Mateja Černic, zborovodkinja v zamejstvu (zbor "Bodeča Neža")
- Matjaž Černic, zborovodja/pevec ?
- Mihaela Adelgundis Černic (1913—2016), redovnica, profesorica slikanja in slikarka
- Peter Černic (*197#?), odbojkar, zgodovinar, šolnik
- Vinko Černic (1845—1886), učitelj